# Abbaye Sainte-Walburge d'Arnstadt
Pour les articles homonymes, voir Église Sainte-Walburge.
L'abbaye Sainte-Walburge d'Arnstadt est une ancienne abbaye bénédictine à Arnstadt, dans le Land de Thuringe et le diocèse d'Erfurt.

## Histoire
L'abbaye Sainte-Walburge est mentionnée pour la première fois en 1196. En 1307 et 1309 le monastère est déplacé à Arnstadt et les bâtiments sont démolis. Jusqu'en 1533, les fidèles peuvent encore tenir des offices dans une chapelle.
Des travaux forestiers ont permis de dégager des restes de murs. En 1976, les membres de l'association d'histoire de Thuringe commencent à présenter les contours d'un couvent bénédictin et à découvrir la base de l'abside de l'église. En 1988 et 1993, une citerne et les contours de l'église du monastère sont dégagés.